# Tête de la Sestrière
La tête de la Sestrière est une montagne de France située dans les Alpes, dans le massif des Trois-Évêchés, au sud de la vallée de l'Ubaye. Sur son adret, sous son sommet se trouvent les sources du Verdon qui se dirige vers le sud en traversant la station de la Foux d'Allos.